# Лукаш Достал
Лукаш Достал (чеськ. Lukáš Dostál, нар. 22 червня 2000, Брно) — чеський хокеїст, воротар клубу НХЛ «Анагайм Дакс». Гравець збірної команди Чехії. Чемпіон світу.

## Ігрова кар'єра
Уродженець Брно Лукаш є вихованцем місцевого клубу «Комета», у складі якої і розпочав хокейну кар'єру у 2015 році виступами за молодіжну команду.
На дорослому рівні дебютував у складі клубу «Горацка Славія» (Тршебич) у 2017 році.
2018 року був обраний на драфті НХЛ під 85-м загальним номером командою «Анагайм Дакс».
14 травня 2019 року Достал підписав трирічний контракт початкового рівня з командою «Анагайм Дакс». Однак, після тренувального табору «качок», чех повернувся до фінського клубу «Ільвес». 25 листопада 2020 року «Дакс» офіційно запросили Достала переїхати до Північної Америки.
Свій перший сезон у Північній Америці Лукаш провів у складі фарм-клубу «Сан-Дієго Галлс».
9 січня 2022 року Достал дебютував у НХЛ замість Ентоні Столарца. Решту сезону Лукаш провів у складі «Сан-Дієго Галлс».
Після участі в тренувальному таборі «Дакс» та передсезонній підготовці до сезону 2022–23 років, Достал повернувся до АХЛ, де розпочав свій третій сезон у складі «Сан-Дієго Галлс». 16 липня 2023 року Лукаш підписав дворічний контракт із «Анагайм Дакс».
На відміну від попередніх сезонів, Достал залишився у складі «Дакс» перед сезоном 2023–24 років. У жовтні чеха визнали новачком місяця НХЛ. 3 січня 2024 року Достал встановив рекорд «Анагайм Дакс» 55 сейвів за гру, хоча вони поступились «Торонто Мейпл Ліфс» 2–1 в овертаймі. Достал завершив свій дебютний сезон з 14 перемогами в активі.
Був гравцем молодіжної збірної Чехії, у складі якої брав участь у 20 іграх.
Гравець національної збірної команди Чехії. У складі збірної став чемпіоном світу 2024 року, дирекцією ІІХФ за підсумками турніру обраний найкращим воротарем.

## Статистика

### Клубні виступи
| Сезон         | Клуб                     | Ліга          | Регулярний сезон | Регулярний сезон | Регулярний сезон | Регулярний сезон | Регулярний сезон | Регулярний сезон | Регулярний сезон | Регулярний сезон | Регулярний сезон | Плей-оф | Плей-оф | Плей-оф | Плей-оф | Плей-оф | Плей-оф | Плей-оф | Плей-оф |
| Сезон         | Клуб                     | Ліга          | І                | В                | П                | OT               | Хв               | ПГ               | ІБГ              | ПГГ              | %ВК              | І       | В       | П       | Хв      | ПГ      | ІБГ     | ПГA     | %ВК     |
| ------------- | ------------------------ | ------------- | ---------------- | ---------------- | ---------------- | ---------------- | ---------------- | ---------------- | ---------------- | ---------------- | ---------------- | ------- | ------- | ------- | ------- | ------- | ------- | ------- | ------- |
| 2015–16       | «Комета»                 | ЧЕ.U20        | 7                | 3                | 4                | 0                | 425              | 31               | 0                | 4.38             | .891             | —       | —       | —       | —       | —       | —       | —       | —       |
| 2016–17       | «Комета»                 | ЧЕ.U20        | 39               | 26               | 13               | 0                | 2,326            | 98               | 1                | 2.53             | .925             | 12      | 6       | 6       | 722     | 37      | 1       | 3.07    | .896    |
| 2017–18       | «Комета»                 | ЧЕ.U20        | 14               | 11               | 3                | 0                | 841              | 42               | 0                | 3.00             | .919             | 7       | 7       | 0       | 430     | 10      | 2       | 1.40    | .959    |
| 2017–18       | «Горацка Славія» Тршебич | Чехія 1       | 20               | 10               | 10               | 0                | 1,212            | 49               | 2                | 2.43             | .921             | —       | —       | —       | —       | —       | —       | —       | —       |
| 2018–19       | «Горацка Славія» Тршебич | Чехія 1       | 24               | 15               | 9                | 0                | 1,465            | 61               | 3                | 2.50             | .915             | —       | —       | —       | —       | —       | —       | —       | —       |
| 2018–19       | «Комета»                 | ЧЕ            | 2                | 1                | 1                | 0                | 80               | 4                | 0                | 3.00             | .852             | —       | —       | —       | —       | —       | —       | —       | —       |
| 2018–19       | «Коовеє»                 | Местіс        | 1                | 0                | 0                | 1                | 62               | 2                | 0                | 1.97             | .938             | —       | —       | —       | —       | —       | —       | —       | —       |
| 2018–19       | «Ільвес»                 | СМ-Л          | 10               | 4                | 4                | 2                | 601              | 18               | 1                | 1.80             | .920             | 7       | 2       | 5       | 457     | 19      | 0       | 2.71    | .907    |
| 2019–20       | «Ільвес»                 | СМ-Л          | 43               | 27               | 8                | 6                | 2,592            | 77               | 3                | 1.78             | .928             | —       | —       | —       | —       | —       | —       | —       | —       |
| 2020–21       | «Ільвес»                 | СМ-Л          | 11               | 10               | 1                | 0                | 659              | 18               | 1                | 1.64             | .941             | —       | —       | —       | —       | —       | —       | —       | —       |
| 2020–21       | «Сан-Дієго Галлс»        | АХЛ           | 24               | 15               | 9                | 0                | 1,424            | 68               | 0                | 2.87             | .916             | 3       | 1       | 2       | 188     | 8       | 0       | 2.55    | .935    |
| 2021–22       | «Сан-Дієго Галлс»        | АХЛ           | 40               | 18               | 14               | 4                | 2,189            | 95               | 2                | 2.60             | .916             | 2       | 0       | 2       | 110     | 9       | 0       | 4.90    | .850    |
| 2021–22       | «Анагайм Дакс»           | НХЛ           | 4                | 1                | 2                | 0                | 202              | 10               | 0                | 2.98             | .907             | —       | —       | —       | —       | —       | —       | —       | —       |
| 2022–23       | «Сан-Дієго Галлс»        | АХЛ           | 34               | 11               | 21               | 0                | 1,836            | 91               | 3                | 2.97             | .912             | —       | —       | —       | —       | —       | —       | —       | —       |
| 2022–23       | «Анагайм Дакс»           | НХЛ           | 19               | 4                | 10               | 3                | 1,063            | 67               | 0                | 3.78             | .901             | —       | —       | —       | —       | —       | —       | —       | —       |
| 2023–24       | «Анагайм Дакс»           | НХЛ           | 44               | 14               | 23               | 3                | 2,323            | 129              | 1                | 3.33             | .902             | —       | —       | —       | —       | —       | —       | —       | —       |
| 2024–25       | «Анагайм Дакс»           | НХЛ           | 54               | 23               | 23               | 7                | 3,058            | 158              | 1                | 3.10             | .903             | —       | —       | —       | —       | —       | —       | —       | —       |
| Усього в ЧЕ   | Усього в ЧЕ              | Усього в ЧЕ   | 2                | 1                | 1                | 0                | 80               | 4                | 0                | 3.00             | .852             | —       | —       | —       | —       | —       | —       | —       | —       |
| Усього в СМ-Л | Усього в СМ-Л            | Усього в СМ-Л | 64               | 41               | 13               | 8                | 3,852            | 113              | 1                | 1.76             | .929             | 7       | 2       | 5       | 457     | 19      | 0       | 2.71    | .907    |
| Усього в НХЛ  | Усього в НХЛ             | Усього в НХЛ  | 121              | 42               | 58               | 13               | 6,645            | 364              | 2                | 3.29             | .902             | —       | —       | —       | —       | —       | —       | —       | —       |

### Збірна
| Рік                | Команда            | Турнір             | Місце              |    | І | В | П | Н     | Хв | ПГ | ІБГ  | ПГГ  | %ВК |
| ------------------ | ------------------ | ------------------ | ------------------ | -- | - | - | - | ----- | -- | -- | ---- | ---- | --- |
| 2016               | Чехія              | U17                | 8-е                | 4  | 1 | 1 | 2 | 249   | 8  | 0  | 1.93 | .929 |     |
| 2017               | Чехія              | МІГ18              | 2                  | 4  | 3 | 1 | 0 | 240   | 10 | 0  | 2.50 | .919 |     |
| 2018               | Чехія              | ЮЧС                | 4-е                | 5  | 2 | 3 | 0 | 251   | 14 | 0  | 3.34 | .905 |     |
| 2019               | Чехія              | МЧС                | 7-е                | 4  | 2 | 2 | 0 | 239   | 5  | 1  | 1.25 | .957 |     |
| 2020               | Чехія              | МЧС                | 7-е                | 3  | 1 | 2 | 0 | 179   | 12 | 0  | 4.03 | .878 |     |
| 2022               | Чехія              | ЧС                 | 3                  | 1  | 1 | 0 | 0 | 60    | 1  | 0  | 1.00 | .944 |     |
| 2024               | Чехія              | ЧС                 | 1                  | 8  | 6 | 2 | 0 | 492   | 13 | 2  | 1.58 | .939 |     |
| Молодіжна збірна   | Молодіжна збірна   | Молодіжна збірна   | Молодіжна збірна   | 20 | 9 | 9 | 2 | 1,158 | 49 | 1  | 2.53 | .921 |     |
| Національна збірна | Національна збірна | Національна збірна | Національна збірна | 9  | 7 | 2 | 0 | 552   | 14 | 2  | 1.52 | .939 |     |